# Adelaide Kane
Adelaide Kane (* 9. srpna 1990 Claremont) je australská herečka. Proslavila se především rolí Lolly Allen v australské telenovele Neighbours a také rolí skotské královny Marie Stuartovny v televizní sérii Království. Nyní hraje v známém seriálu Chirurgové (v anglickém originále Grey's Anatomy) postavu Jules Millin.

## Život
Narodila se 9. srpna 1990 v Claremontu v Západní Austrálii. Vyrůstala v Perthu a navštěvovala školu St Hilda's Anglican School for Girls. Po startu své kariéry v seriálu Neighbours se i s rodinou přestěhovala do Melbourne ve státě Victoria.

## Kariéra
Byla vybrána, aby v seriálu Neighbours ztvárnila roli Lolly Allen, poté, co se zúčastnila soutěže vyhlášené australským magazínem Dolly v roce 2006. Se scenáristy seriálu podepsala tříměsíční smlouvu, přestala také navštěvovat dívčí školu St Hilda's Anglican School, aby se mohla přestěhovat do Melbourne, kde se seriál natáčel. V prosinci roku 2006 oznámila, že v seriálu končí, protože její smlouva nebyla prodloužena. V době prohlášení se ještě v seriálu neobjevila.
Od března 2009 do prosince roku 2009 ztvárnila Tenayu 7 v 17. sérii amerického televizního seriálu pro děti Power Rangers RPM. V dubnu 2010 hrála v televizním filmu Secrets of the Mountain vysílaném stanicí NBC. V roce 2010 se také objevila v televizní sérii Pretty Tough. V listopadu 2012 bylo oznámeno, že se objeví v roli Cory v seriálu Vlčí mládě. V únoru 2013 byla obsazena do role skotské královny Marie Stuartovny v seriálu Království. V roce 2014 si zahrála v hororovém filmu The Devil's Hand. Během let 2016 až 2017 propůjčovala svůj hlas postavě seriálu Dragons: Race to the Edge. Během let 2017 až 2018 hrála postavu Drizelly/Ivy v seriálu Bylo, nebylo.

## Filmografie

### Televize
| Rok         | Název                     | Role               | Poznámky                         |
| ----------- | ------------------------- | ------------------ | -------------------------------- |
| 2007        | Neighbours                | Lolly Allen        | hlavní role, 46 dílů             |
| 2009        | Power Rangers R.P.M.      | Tenaya 7           | hlavní role, 32 dílů             |
| 2010        | Pěkné drsňačky            | Charlie            | hlavní role, 20 dílů             |
| 2010        | Secrets of the Mountain   | Jade Ann James     | TV film                          |
| 2013        | Vlčí mládě                | Cora Hale          | vedlejší role, 12 dílů           |
| 2013–2017   | Království                | Marie Stuartovna   | hlavní role, 78 dílů             |
| 2015        | Whose Line is it Anyway?  | Samu sebe          | díl: 11.2                        |
| 2016–2017   | Dragons: Race to the Edge | Queen Mala (voice) | vedlejší role, 8 dílů            |
| 2017        | Can't Buy My Love         | Lilly Springer     | TV film                          |
| 2017–2018   | Bylo, nebylo              | Drizella/Ivy       | vedlejší role (7. řada), 13 dílů |
| 2018        | A Midnight Kiss           | Mia Pearson        | TV film                          |
| 2019        | Do temnoty                | Wendy              | díl: „Tajemná Annie“             |
| 2019        | A Sweet Christmas Romance | Holly Grant        | TV film                          |
| 2019–2020   | Tým SEAL                  | Rebecca Bowen      | vedlejší role, 8 dílů            |
| 2020        | Tohle jsme my             | Hailey Damon       | díl: „Strangers: Part Two“       |
| 2022- dosud | Chirurgové                | Jules Millin       | vedlejší role série 19.,20.,21.  |

### Film
| Rok  | Název               | Role                        | Poznámky                 |
| ---- | ------------------- | --------------------------- | ------------------------ |
| 2010 | Love Stinks         | dívka                       | krátkometrážní film      |
| 2012 | Goats               | Aubrey                      |                          |
| 2012 | Donner Pass         | Nicole                      |                          |
| 2013 | Očista              | Zoey Sandin                 |                          |
| 2013 | Mocnější než slova  | Stephanie Fareri            |                          |
| 2013 | Blood Punch         | Nabiki                      |                          |
| 2013 | A Letter Home       | Emily Feldman               | krátkometrážní film      |
| 2014 | The Devil's Hand    | Ruth                        |                          |
| 2015 | Realm               | Claire Daniels              | krátkometrážní film      |
| 2018 | Acquainted          | Cheri                       | také výkonná producentka |
| 2018 | The First Purge     | Zoey Sandin (ve flashbacku) |                          |
| 2020 | The Swing of Things | Georgia                     |                          |

### Divadlo
| Rok  | Název              | Role                     | Poznámky |
| ---- | ------------------ | ------------------------ | -------- |
| 2000 | Čaroděj ze země Oz | starosta                 |          |
| 2002 | Šumař na střeše    | Hodel                    |          |
| 2004 | Oliver!            | sólo                     |          |
| 2004 | Our Day Out        | hlavní role              |          |
| 2005 | Anything Goes      | součástí pěveckého sboru |          |